# Parafia Trójcy Świętej w Leśnicy
Parafia Trójcy Świętej w Leśnicy jest rzymskokatolicką parafią dekanatu Leśnica diecezji opolskiej. Parafia została utworzona w 1257 roku. Mieści się przy ulicy Kościelnej. Prowadzą ją księża diecezjalni.